# Chaumussay
Chaumussay település Franciaországban, Indre-et-Loire megyében. Lakosainak száma 204 fő (2022. január 1.). Chaumussay Le Grand-Pressigny, Barrou, Boussay, Chambon és Le Petit-Pressigny községekkel határos.

## Népesség
A település népességének változása:
| Lakosok száma | 504  | 300  | 287  | 257  | 239  | 230  | 226  | 226  | 219  | 204  |
|               | 1968 | 1982 | 1990 | 2006 | 2013 | 2015 | 2017 | 2019 | 2020 | 2022 |